# Ембахаде
Ембахаде јесу својеврсно четворотомно мемоарско дело Милоша Црњанског, у којем описује догађаје из времена своје дипломатске службе. Први пут су објављене 1983. године.

## Опис
Ембахада представљају различита мемоарска сећања Црњанског на дипломатску службу и прате период од 1928. до 1945. године. За наслов је одабрао шпанску реч која значи посланство (амбасада). Њихово писање је започео 1943. године у Лондону, док је помагао Милану Стојадиновићу у писању његових мемоара „Ни рат ни пакт“, а писао их је до пред смрт, односно готово три деценије. Најаву објављивања дао је 1951. године у Американском Србобрану.
Поред класичног приповедања о догађајима, Црњански уноси и елементе описа личности са којима се сусретао. Ови списи су послужили Црњанском да се обрачуна са многима које је, рецимо, оптуживао за пропаст државе и војске у Априлском рату 1941. године, па тако краља Петра II Карађорђевића назива Дезертеровић.
Црњански за живота није стигао нити да доврши, нити да објави ове списе, тако да су они остали у рукописима. О Ембахадама је рекао:
Случајно је да те моје књиге говоре о нашој дипломатији. У ствари, то су моје белешке о несрећи нашег народа, а нису ни дневник, ни историјат, ни студија, ни памфлет. Него просто успомене једног очевица, писца. О добу, које је било пуно несрећа, жалости, страхота, а које ће се ускоро чинити несхватљиво и давно прошло, невероватно, као што се мом нараштају чинило доба Обреновића.
Прво издање Ембахада у четири тома, појавило се 1983. године у издању Нолита, а приређивач је био Борислав Радовић, који је прегледао, уредио и објавио рукописе. Критичко издање Ембахада на преко 700 страна, приредила је 2010. године Нада Мирков-Богдановић, а објавили су Задужбина Милоша Црњанског и Православни богословски факултет Универзитета у Београду

### Први део
Први део говори о времену које је Црњански провео у Берлину, у предвечерје постојања Вајмарске републике. То је период између 1928. и 1929. године, који је провео уз Живојина Балугџића, посланика Краљевине Срба, Хрвата и Словенаца у Берлину.

### Други део
Други део прати успон нацизма и односе Трећег рајха са Краљевином Југославијом, између 1935. и 1938. године. Тадашњи југословенски посланик у Берлину је био Александар Цинцар-Марковић.

### Трећи део
Трећи део се односи на време које је Црњански провео у посланству у Риму, од 1938. до 6. априла 1941. године.

### Четврти део
Четврти и последњи део говори о ангажовању Милоша Црњанског у Владу Краљевине Југославије у егзилу.